# Shaktismo

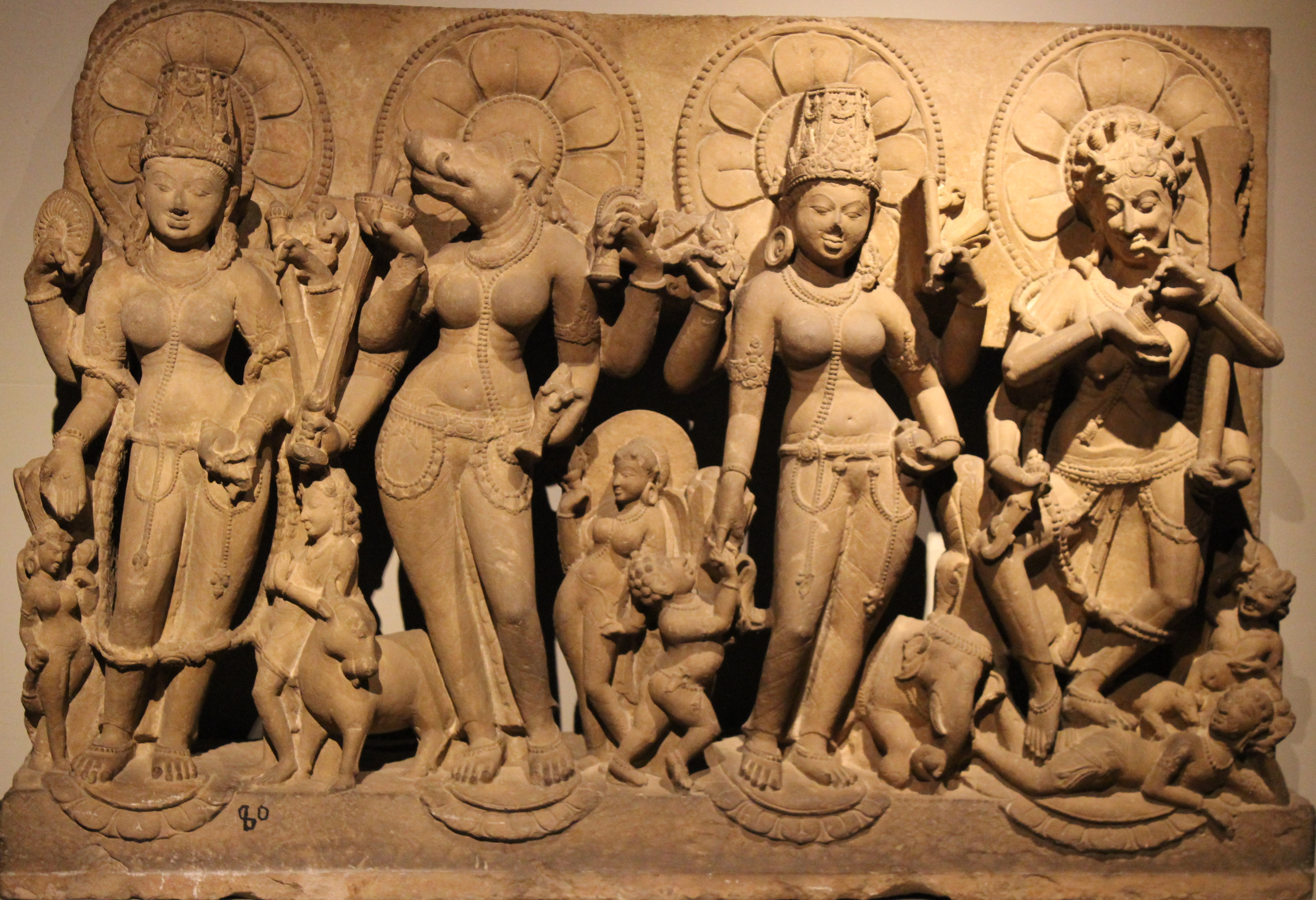
El shaktismo es una tradición centrada en una diosa del hinduismo. Relieve con estatuas de Vaishnavi, Varahi, Indrani y Chamunda

Shaktismo (sánscrito: शाक्त: , Śāktaḥ; bengalí: শাক্ত; Tamil: சாக்தம் , lit., "la doctrina de la energía, la energía, la diosa eterna") es una de varias denominaciones hindúes, en el que la realidad de la energía metafísica es considerada una deidad femenina y metafórica conocida como Shakti (Mahadevi); la cual es considerada por ello como la divinidad suprema, respecto a la demás deidades hinduistas. Incluye muchas diosas (devis), todas consideradas aspectos de la misma diosa suprema. El shaktismo tiene diferentes subtradiciones, que van desde las centradas en la amable Parvati hasta la feroz Kali.
Los textos Sruti y Smriti del hinduismo son un marco histórico importante de la tradición del Shaktismo. Además, venera los textos Devi Mahatmya, Devi-Bhagavata Purana, Kalika Purana y Shakta Upanishads como el Devi Upanishad. El Devi Mahatmya en particular, se considera en el Shaktismo tan importante como el Bhagavad Gita.
El shaktismo es conocido por sus diversas subtradiciones del Tantra, así como por una galaxia de diosas con sistemas respectivos. Consiste en Vidyapitha y Kulamārga. El panteón de diosas en el shaktismo creció después del declive del budismo en la India, donde las diosas hindúes y budistas se combinaron para formar la Mahavidya, una lista de diez diosas. Los aspectos más comunes de Devi que se encuentran en el Shaktismo incluyen Durga, Kali, Saraswati, Lakshmi, Parvati y Tripurasundari. La tradición centrada en la Diosa es muy popular en el noreste de la India, particularmente en Bengala Occidental, Odisha, Bihar, Jharkhand, Tripura y Assam, donde se celebran festivales como Durga puja, que es popular en Bengala Occidental y Odisha. 
El Shaktismo también enfatiza que el amor intenso por la deidad es más importante que la simple obediencia, mostrando así la influencia de la idea Vaishnava donde la relación apasionada entre Radha y Krishna es también la relación ideal. Estas viejas ideas todavía influyen en el Shaktismo moderno. De manera similar, las ideas del Shaktismo también han influido en las tradiciones del Vaishnavismo y el Shaivismo. 
En el Shaktismo, la Diosa es considerada como la Shakti/Energía de la conciencia (representada en Vishnu y Shiva respectivamente); siendo esta interacción equivalente y/u otra forma de representación de la interacción que se produce entre Prakriti (la materia) con Purusha (el alma universal). Debido a ello la Diosa es reverenciada de manera prominente en numerosos templos y festivales hindúes.
Así, a partir de sus características se puede considerar también a la Diosa, como otra forma de representación del Saguna Brahman (El absoluto Brahman con cualidades).

## Orígenes e historia
La evidencia arqueológica más temprana de lo que parece ser un santuario del Paleolítico Superior para el culto a Shakti se descubrió en el sitio paleolítico superior terminal de Baghor I (piedra de Baghor) en el distrito de Sidhi de Madhya Pradesh, India. Las excavaciones, llevadas a cabo bajo la dirección de los arqueólogos destacados GR Sharma de la Universidad de Allahabad y J. Desmond Clark de la Universidad de California, fecharon la formación Baghor entre el 9000 AC. y el 8000 AC. El Los orígenes de la adoración Shakti también se pueden rastrear hasta la Civilización del Valle del Indo. Entre las primeras pruebas de reverencia por el aspecto femenino de Dios en el hinduismo se encuentra este pasaje del capítulo 10.125 del Rig Veda , también llamado himno Devi Suktam:
"Soy la Reina, la recolectora de tesoros, la más reflexiva, la primera de las que merecen adoración. Así, los Dioses me han establecido en muchos lugares con muchos hogares para entrar y vivir. Solo a través de mí, todos comen la comida que los alimenta, cada hombre que ve, respira, oye la palabra abiertamente. Ellos no lo saben, pero yo resido en la esencia del Universo. Escuchen, todos y cada uno, la verdad como yo la declaro. Yo, en verdad, anuncio y pronuncio la palabra que Dios y los hombres recibirán por igual. Hago al hombre que amo sumamente poderoso, lo hago nutrido, un sabio y uno que conoce a Brahman.. Doblo el arco para Rudra [Shiva], para que su flecha golpee y mate al que odia la devoción. Despierto y ordeno la batalla por la gente, creé la Tierra y el Cielo y resido como su Controlador Interno. En la cumbre del mundo traigo al cielo al Padre: mi hogar está en las aguas, en el océano como Madre. Desde allí, impregno todas las criaturas existentes, como su Ser Supremo Interno, y las manifiesto con mi cuerpo. Creé todos los mundos a mi voluntad, sin ningún ser superior, y los impregné y habito dentro de ellos.¨"
"La conciencia eterna e infinita soy yo, es mi grandeza habitando en todo." -  Devi Sukta, Rigveda 10.125.3 - 10.125.8 ,
La literatura védica venera a varias diosas, pero con mucha menos frecuencia que los dioses Indra, Agni y Soma. Sin embargo, se declaran aspectos equivalentes del Brahman neutral, de Prajapati y Purusha. Las diosas que se mencionan a menudo en las capas védicas del texto incluyen Ushas (amanecer), Vāc (habla, sabiduría), Sarasvati (como río), Prithivi (tierra), Nirriti (aniquiladora), Shraddha (fe, confianza). Diosas como Uma aparecen en los Upanishads como otro aspecto de lo divino y el conocedor del conocimiento último (Brahman), como en las secciones 3 y 4 de la antigua Kena Upanishad.
Los himnos a las diosas se encuentran en la antigua epopeya hindú Mahabharata, particularmente en la sección Harivamsa, que fue una adición tardía (año 100 a 300) a la obra. La evidencia arqueológica y textual implica, afirma Thomas Coburn, que la Diosa se había vuelto tan prominente como Dios en la tradición hindú alrededor del siglo III o IV. La literatura sobre la teología Shakti creció en la antigua India, culminando en uno de los textos más importantes del Shaktismo llamado Devi Mahatmya. Este texto, afirma C. Mackenzie Brown, profesor de religión, es tanto la culminación de siglos de ideas indias sobre la mujer divina como una base para la literatura y la espiritualidad centradas en la trascendencia femenina en los siglos siguientes. El Devi-Mahatmya no es el fragmento literario más antiguo que atestigua la existencia de devoción a una figura de la Diosa, afirma Thomas B. Coburn, profesor de Estudios Religiosos, pero "seguramente es el primer fragmento en el que el objeto de adoración es conceptualizada como Diosa, con una D mayúscula".
Otros textos importantes del Shaktismo incluyen los Shakta Upanishads, así como la literatura Upa Puranic orientada al Shakta como el Devi Purana y Kalika Purana, el Lalita Sahasranama (del Brahmanda Purana ). El Tripura Upanishad es históricamente la introducción más completa al Tantrismo Shakta Tantrism, destilando en sus 16 versos casi todos los temas importantes de la tradición Shakta Tantra. Junto con el Tripura Upanishad, el Tripuratapini Upanishadha atraído a los eruditos bhasya (comentario) en la segunda mitad del segundo milenio, como el trabajo de Bhaskararaya, y Ramanand.  Estos textos vinculan la tradición Shakti Tantra como un atributo védico, sin embargo, este vínculo ha sido impugnado por los estudiosos.
Los poemas y canciones de Shakta bhakti del siglo XVIII fueron compuestos por dos poetas de la corte de Bengala, Bharatchandra Ray y Ramprasad Sen, así como la colección tamil Abhirami Anthadhi. 
El universalista Shakta Sri Ramakrishna, una de las figuras más influyentes de los movimientos reformistas hindúes, creía que todas las diosas hindúes son manifestaciones de la misma Diosa Madre.